# 踢帕娛樂
踢帕娛樂（英語：TPOP Entertainment）是一間臺灣經紀娛樂公司，在2021年由遊戲橘子和詹仁雄合資的好吉影視與文策院共同成立。踢帕娛樂創立至今製作包括《原子少年》等台灣選秀節目，旗下歌手包括VERA、FEniX、幽靈水晶等。

## 歷史
2021年10月29日，遊戲橘子和詹仁雄合資的好吉影視與文策院共同創立「踢帕娛樂」，於2022年製作男團選秀節目《原子少年》及音樂實境節目《為你唱情歌》，隨後踢帕娛樂開始經營原子少年出道男團VERA、FEniX、Saturnday及男歌手呂植宇。
2023年1月18日舉辦「踢帕娛樂IP啟動派對」，並宣布將推出女團選秀節目《未來少女》、實境節目《為你唱情歌2》，以及音樂競演型節目《大學好聲音》、《女王的舞台》等。同年，踢帕娛樂製作女團選秀節目《未來少女》，組隊「幽靈水晶」為節目表演團體，並在節目結束後經營「幽靈水晶」。
2024年踢帕娛樂製作男團選秀節目《原子少年2》，並在節目結束後經營冠軍團「F.F.O」及人氣團「ARKis」。

## 製作作品

### 電視節目
| 年份   | 節目名稱          | 備註                         |
| ------ | ----------------- | ---------------------------- |
| 2022年 | 《原子少年》      | 獲第58屆金鐘獎節目導播獎。   |
| 2022年 | 《為你唱情歌》    | 獲第58屆金鐘獎節目類創新獎。 |
| 2022年 | 《金星號飛船》    | [ 9 ]                        |
| 2023年 | 《未來少女》      | 獲第59屆金鐘獎綜藝節目獎     |
| 2024年 | 《原子少年2》     | [ 11 ] [ 12 ]                |
| 2025年 | 《大學聲》        | [ 13 ]                       |
| 2026年 | 《Forever Girls》 | [ 14 ] [ 15 ]                |

### 戲劇
| 年份   | 節目名稱             | 備註   |
| ------ | -------------------- | ------ |
| 拍攝中 | 《危城兄弟》         | 網路劇 |
| 拍攝中 | 《轉過頭幫你擦眼淚》 | 網路劇 |

## 旗下藝人
旗下藝人參見：

### 男藝人
- 敖犬[18]
- 呈恩
- 陳傳欣
- 廖鴻達
- 陳永勛
- 林泓諺
- 黃賀群
- HAKU
- Howie
- 李雨哲
- 胡廷豐
- 小歐
- LCY呂植宇

### 女藝人
- 群群
- 品怡
- 心平
- 巧瑜
- 陳品瑄

### 組合團體
- FEniX（浦洋、峻廷、家齊、MAX、承隆）
- VERA（Nelson、藍弟、廖學文、蔡朕、許孟維、巴比）
- Saturnday（水豐、新民、立杰、峻瑋、凱杰、永安）
- 幽靈水晶（芝婷、昀靚、子瑄	、書蘊、蔡菜、子秦）
- F.F.O（鈞嘉、俊希、小新、彥旭、勝銘、加藤琉士、至琦）
- ARKis（Alex、崇峻、Vin、彫秦、雁凱、承慶、東翰、李定）
- B CRUSH 不小心製造（洪暐、宰宰、阿彥、蝶香）[19]

## 外部連結
- 踢帕娛樂的Instagram帳戶
- YouTube上的踢帕娛樂頻道